# Кінгісеппський
Кінгісеппський (рос. Кингисеппский) — селище у Кінгісеппському районі Ленінградської області Російської Федерації.
Населення становить 2130 осіб. Належить до муніципального утворення Большелуцьке сільське поселення.

## Історія
Згідно із законом від 28 жовтня 2004 року № 81-оз належить до муніципального утворення Большелуцьке сільське поселення.

## Населення
| 2007 | 2010  | 2017  |
| ---- | ----- | ----- |
| 2224 | ↘2076 | ↗2130 |